# Мінерали сезонні
Мінерали сезонні (рос. минералы сезонные, англ. seasonal minerals, нім. periodische Minerale n pl) — те саме, що мінерали періодичні. Це мінерали (мелантерит, мірабіліт та ін.), утворення яких пов'язане з періодичною міграцією деяких елементів, що, в свою чергу, зумовлюється періодичністю зміни умов, особливо метеорологічних.